# 行为艺术

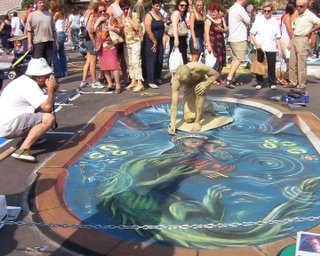
pantomime P. Zibes and the painter M.Bastante [http://www.pablo-zibes.de/

行为艺术（英語：Performance art）是指在特定时间和地点，由个人或群体行为构成的一门艺术。是20世纪五、六十年代兴起于欧洲的现代艺术形态之一。前身是身體藝術（body art）和偶發藝術（happening）,一开始的形式以身体的表达为主，主要是以艺术者的身体作为媒介，艺术者的行为作为一种艺术表达方式，行为艺术必须包含以下4项基本元素，除此之外不受任何其他限制：时间，地点，艺术者的行为，以及与观众的交流。该艺术不同于绘画、雕塑等仅由单个事物构成的艺术。
虽说理论上行为艺术可以包含一些相对而言更为主流的活动，比如：杂耍、喷火、体操、杂技等，以及戏剧、舞蹈、音乐等，但这些一般归为表演艺术。行为艺术通常仅指视觉艺术范畴中前卫派（avant-garde）或觀念藝術的一种。

## 来源与评价

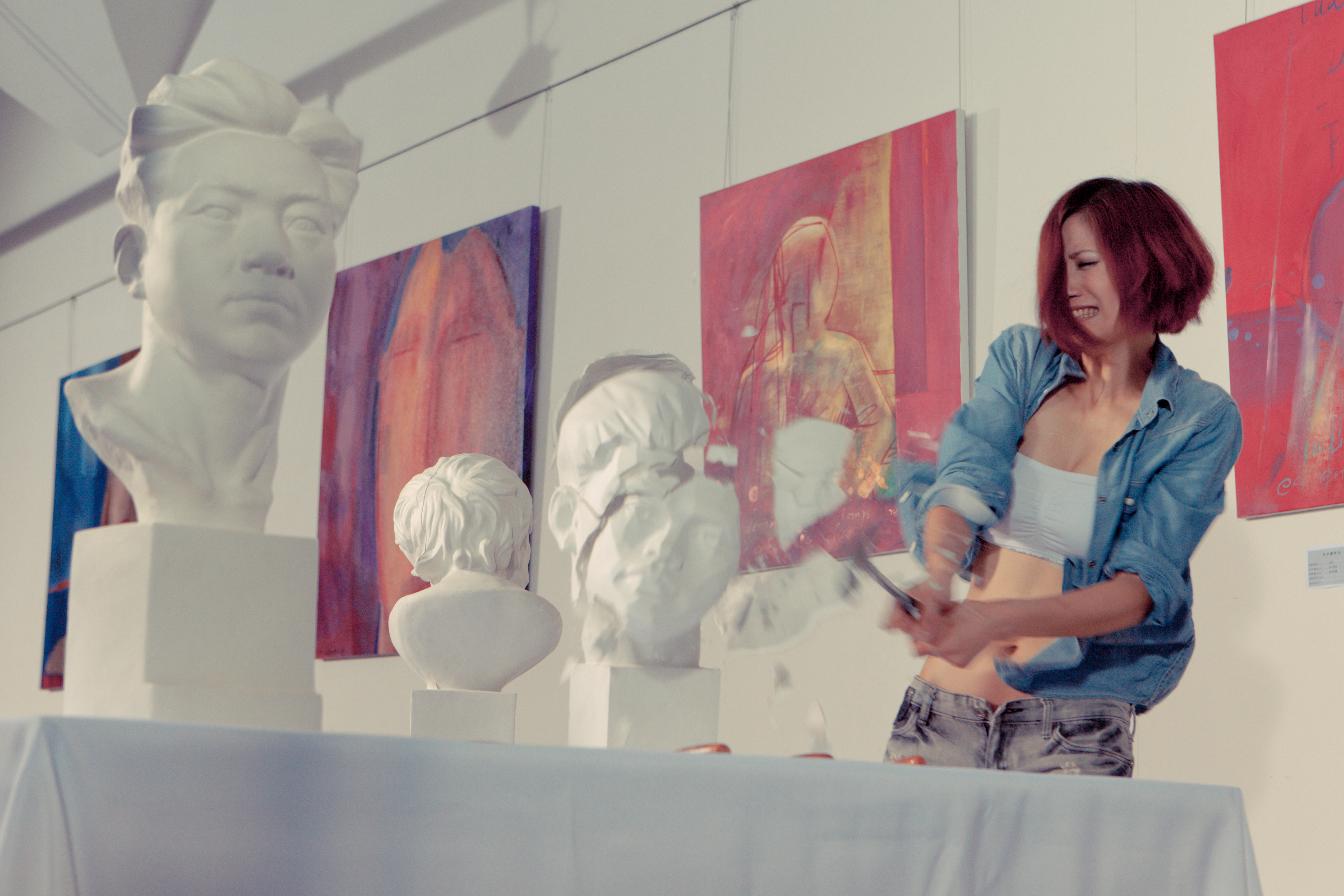
中國行为艺术